# Kapelberg (Zulzeke)
De Kapelberg is een heuvel in de Vlaamse Ardennen gelegen in Zulzeke. Op de top komt vanuit noordelijke richting de Waaienberg omhoog.

## Wielrennen
De helling wordt vaker beklommen in de E3-Prijs in de aanloop naar de Paterberg.